# Paraboccardia lamellata
Paraboccardia lamellata är en ringmaskart som beskrevs av Rainer 1973. Paraboccardia lamellata ingår i släktet Paraboccardia och familjen Spionidae. Inga underarter finns listade i Catalogue of Life.